# Arzergrande
Arzergrande ist eine italienische Gemeinde mit 4814 Einwohnern (Stand 31. Dezember 2023) in der Provinz Padua in der Region Venetien. Sie gehört zur Metropolregion Padua. Die Gemeinde liegt 25 km südöstlich der Provinzhauptstadt Padua und 45 km südwestlich von Venedig.
Die Nachbargemeinden sind Codevigo, Piove di Sacco und Pontelongo.
Auf dem Gebiet der Gemeinde Arzergrande siedelten bereits zur Römerzeit Menschen. Der Ort ist landwirtschaftlich geprägt, produziert werden hauptsächlich Mais und Weizen.
Sehenswert ist die Kirche im Ortsteil Vollanga.